# Гощинно
Гощинно (пол. Goszczynno) — село в Польщі, у гміні Дашина Ленчицького повіту Лодзинського воєводства.
Населення — 61 особа (2011).
У 1975-1998 роках село належало до Плоцького воєводства.

## Демографія
Демографічна структура станом на 31 березня 2011 року:
|          | Загалом | Допрацездатний вік | Працездатний вік | Постпрацездатний вік |
| -------- | ------- | ------------------ | ---------------- | -------------------- |
| Чоловіки | 30      | 6                  | 21               | 3                    |
| Жінки    | 31      | 5                  | 15               | 11                   |
| Разом    | 61      | 11                 | 36               | 14                   |